# レーガン (映画)
『レーガン』（Reagan）は、ショーン・マクナマラ監督によるアメリカ合衆国の伝記・歴史ドラマ映画である。第40代アメリカ合衆国大統領のロナルド・レーガンを題材とした物語。ロナルド役にはデニス・クエイドとデヴィッド・ヘンリーによって演じられる。原作はポール・ケンゴールの書籍『The Crusader: Ronald Reagan and the Fall of Communism』である。
主要撮影は2020年9月9日に始まり、オクラホマ州ガスリーなどでロケが行われた。

## キャスト
- ロナルド・レーガン - デニス・クエイド[2]
  - 若年期のロナルド・レーガン - トミー・レーガン[3]
  - 青年期のロナルド・レーガン - デヴィッド・ヘンリー[4]
- ナンシー・レーガン - ペネロープ・アン・ミラー[5]
- ジャック・L・ワーナー - ケヴィン・ディロン[6]
- ジミー・カーター - スキップ・シュヴィンク[7]
- ジェーン・ワイマン - ミーナ・スヴァーリ[1]
- ヴィクトル・ノヴィコフ - ジョン・ヴォイト[8]
- ジョン・バルレッタ - トレヴァー・ドノヴァン[9]
- マーガレット・サッチャー - レスリー＝アン・ダウン[10]
- ミハイル・ゴルバチョフ - アレクサンデル・クルパ[11]
- 中曽根康弘 - Hideo Kimura[12]
- レオニード・ブレジネフ - ロバート・デヴィ[13]
- フランク・シナトラ - スコット・スタップ[14]
- ジョージ・シュルツ - ザンダー・バークレー[15]
- ロイス・ホワイトマン（英語版） - モライア・ピーターズ[16]

## 製作
主要撮影は2020年9月9日に始まった。撮影はオクラホマ州ガスリーなどで行われた。2020年10月22日、進行中のパンデミックにおいてスタッフ内で複数のCOVID-19陽性者が現れたために撮影の中断が発表された。2020年11月5日に撮影は再開された。

## 公開
当初は2021年公開が予定されていたが、2022年初頭に延期された。その後さらに延期となり、2024年3月に同年8月30日に公開された。

## 受賞・ノミネート
| 映画賞                       | 授賞日        | 部門                   | 対象                                      | 結果       | 出典   |
| ---------------------------- | ------------- | ---------------------- | ----------------------------------------- | ---------- | ------ |
| 第45回ゴールデンラズベリー賞 | 2025年2月28日 | 最低作品賞             | 『レーガン』                              | ノミネート | [ 19 ] |
| 第45回ゴールデンラズベリー賞 | 2025年2月28日 | 最低主演男優賞         | デニス・クエイド                          | ノミネート | [ 19 ] |
| 第45回ゴールデンラズベリー賞 | 2025年2月28日 | 最低助演男優賞         | ジョン・ヴォイト                          | ノミネート | [ 19 ] |
| 第45回ゴールデンラズベリー賞 | 2025年2月28日 | 最低助演女優賞         | レスリー＝アン・ダウン                    | ノミネート | [ 19 ] |
| 第45回ゴールデンラズベリー賞 | 2025年2月28日 | 最低スクリーンコンボ賞 | デニス・クエイド ペネロープ・アン・ミラー | ノミネート | [ 19 ] |
| 第45回ゴールデンラズベリー賞 | 2025年2月28日 | 最低脚本賞             | ハワード・クラウスナー                    | ノミネート | [ 19 ] |